# Boulevard périphérique de Paris

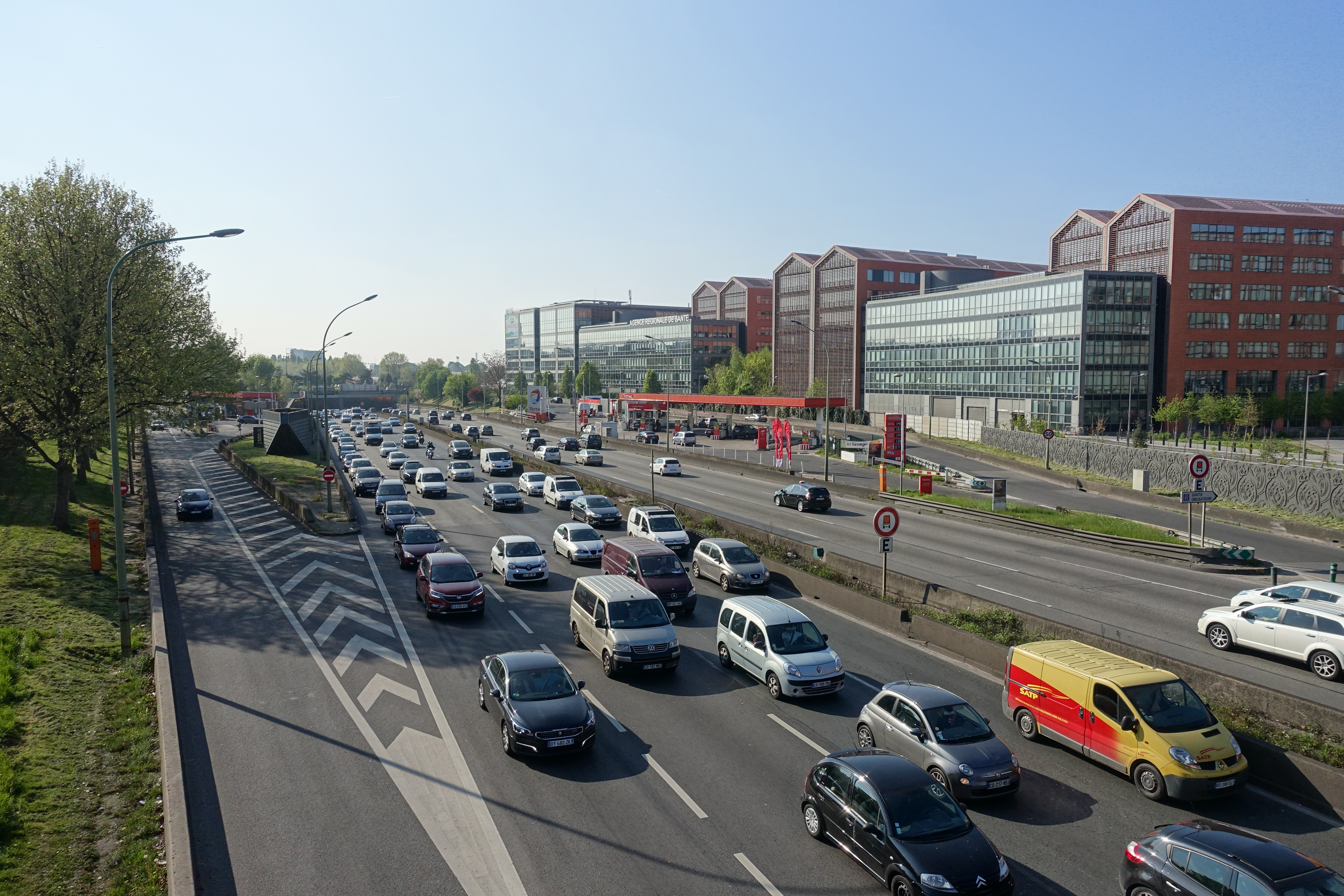
Boulevard périphérique (perto da Porte d'Aubervilliers).

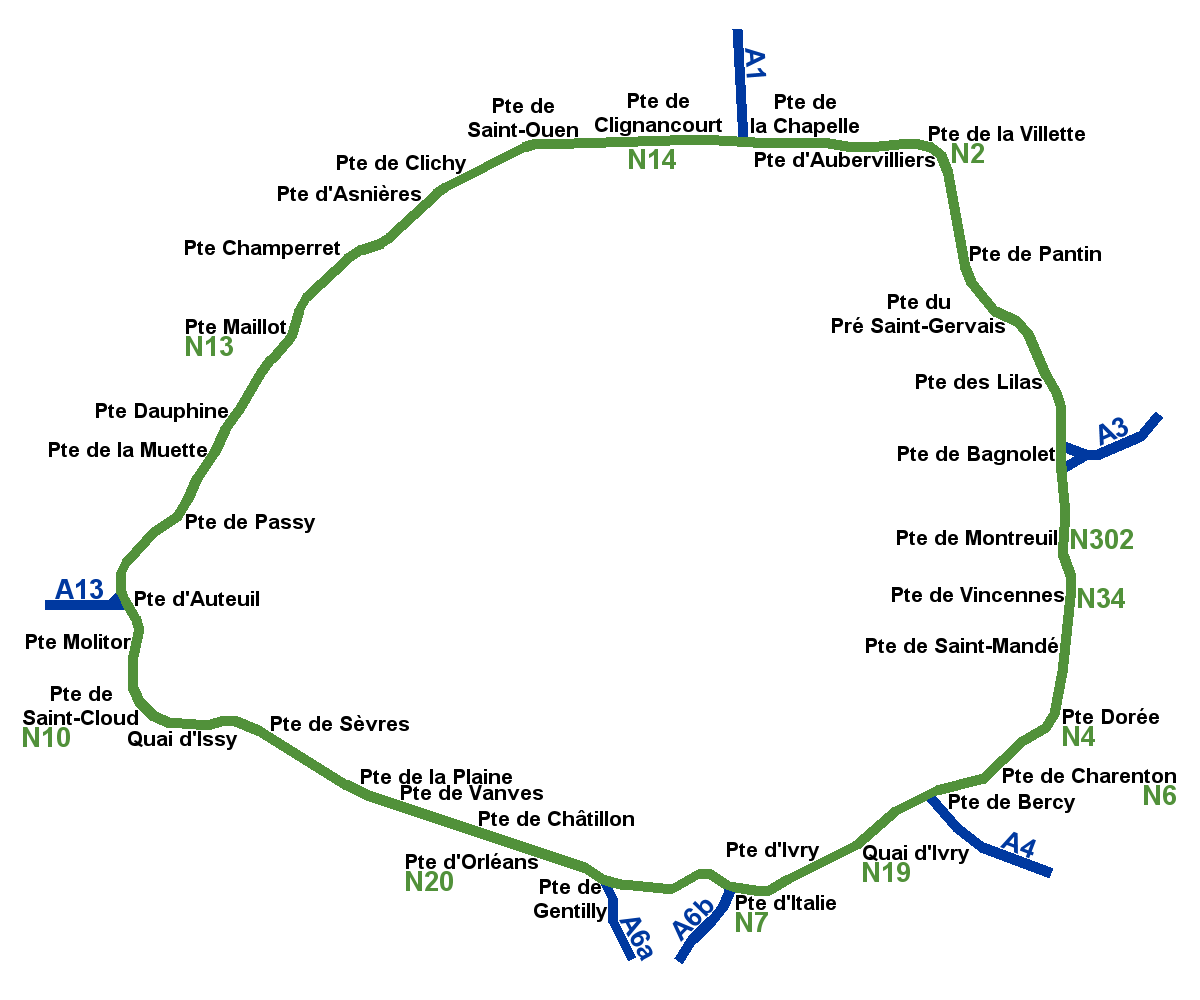
Anel do boulevard périphérique.

Boulevard périphérique de Paris ou Boulevard périphérique  é um anel viário da cidade de Paris na França. Uma das mais movimentadas auto-estradas na Europa, a Périphérique é o limite geralmente aceito entre a cidade de Paris central, exceto o Bois de Boulogne e o Bois de Vincennes.
O limite de velocidade é 80 km/h. Cada anel, ou volta, em geral, possui quatro faixas de tráfego, e não tem acostamento. Devido ao estatuto jurídico da estrada, circulam rendimentos prioritários de tráfego para os veículos que entram.